# Al Polizzi
Alfred Polizzi, detto "Al" e "Alfred The Owl" (Siculiana, 15 marzo 1901 – Coral Gables, maggio 1975), è stato un mafioso italiano, uno dei più potenti boss mafiosi della storia di Cosa nostra statunitense.
È stato il potente boss della Famiglia di Cleveland dal 1936 al 1945.

## Biografia

### I primi anni
Polizzi nasce il 15 marzo del 1901 a Siculiana in provincia di Agrigento, ma emigra presto con i suoi genitori ed i suoi fratelli in America, stabilendosi nella Little Italy di Cleveland. Iniziò da adolescente con piccoli crimini che in seguito divennero estorsioni ed efferati omicidi, assieme ad alcuni suoi amici e al fratello Lillo Polizzi, conosciuti nel quartiere con cui confinava il suo. Strinse una fortissima amicizia con un giovane ebreo, suo coetaneo di nome Leo Berkowitz, e quando quest'ultimo ancora adolescente rimase orfano e senza nessuno al mondo, andò ad abitare con i Polizzi diventandone uno di famiglia. Berkowitz resterà il suo braccio destro per tutta la vita. Si dice che Mario Puzo si ispirò alle figure di Berkowitz e dei fratelli Polizzi per caratterizzare il personaggio di Tom Hagen e il suo rapporto con i fratelli Corleone nel film Il padrino.

### Gli anni '20
All'inizio degli anni venti, fu fatto ufficialmente "uomo d'onore" della Famiglia di Cleveland, guidata all'epoca dal boss Joseph Lonardo. In breve tempo diventa uno dei mafiosi più importanti e rispettati della "Famiglia". Alla metà degli anni venti, si sposa con una ragazza di nome Filomena Valentino, con il quale ha tre figli: Joanne, Raymond e Nicholas. Con il proibizionismo, durante tutti gli anni '20 e l'inizio degli anni '30, è in società con suo fratello Joseph Polizzi, Anthony Milano, Leo Berkowitz e l'altro ebreo Moe Dalitz. Polizzi grazie a Berkowitz e a Dalitz, consolida e rafforza i suoi rapporti con i gruppi malavitosi ebrei, formando una delle alleanze criminali più importanti della nazione. I suoi primi arresti risalivano all'inizio degli anni venti, per varie accuse come: rapina, violazione del "Volsted Act" per contrabbando illegale di alcol, evasione fiscale e sospetto omicidio, ma di tutte queste accuse passò soltanto pochi mesi in carcere, grazie ai contatti politici della "cosca" ed alla corruzione di vari giudici.

### Gli anni da capofamiglia
Nel 1936 il dottore Giuseppe Romano, capo della Famiglia viene assassinato, e così Polizzi all'età di 36 anni, viene nominato anche con il sostegno della "commissione", e dei capi delle cinque famiglie di New York, il nuovo "padrino" di Cleveland, e di conseguenza diventa un importante membro della "commissione nazionale" di Cosa Nostra. Sotto la guida di Polizzi la cosca di Cleveland, finanzia la costruzione e controlla molti casinò, nell'Ohio, nel nord del Kentucky e a Las Vegas. Nel 1944, Polizzi viene processato e condannato ad 1 anno di carcere per evasione fiscale. Uscito dal carcere nel 1945, lascia il posto di capofamiglia ad uno dei suoi luogotenenti Johnny Scalish.

### Gli affari in Florida
Si stabilisce a Coral Gables in Florida, a curare i suoi affari. Ufficialmente era proprietario di alcune grosse imprese di costruzioni, con sede a Coral Gables. All'inizio degli anni sessanta, la commissione d'inchiesta sulla Mafia, istituita dal senato americano, descrive Al Polizzi come "uno dei più influenti e potenti mafiosi degli Stati Uniti". Negli anni settanta la sua influenza ed i suoi affari legali e illegali si estendono: dall'Ohio, al sud della California, alla Florida centrale, grazie all'amicizia ed alleanza con boss del calibro di Santo Trafficante Jr, Nicholas Licata, Joseph Cerrito, Peter Milano e Meyer Lansky. Con questi potenti boss e con altri, Polizzi era in affari nel traffico di droga, e nel gioco d'azzardo.
Alfred Polizzi muore per cause naturali nel 1975, all'età di 75 anni.